# Moloud Khanlari
Moloud Khanlari, née le 2 décembre 1923 à Ghazvin en Iran et morte le 24 avril 2006 à Paris 15e, est une intellectuelle iranienne. 

## Biographie
Descendante de la dynastie Qajar, elle s'intéresse dès son adolescence, à la littérature et à la politique. Pionnière du mouvement pour l'égalité des droits des femmes en Iran, elle est opposée au régime du Shah. Elle devient membre du Tudeh (un parti communiste en Iran). 
En 1950, elle quitte l'Iran pour Paris. Elle fréquente les cercles intellectuels parisiens et continue son opposition à la monarchie en Iran. Elle s'oppose au cléricalisme et, à partir de 1978, elle est une opposante déclarée au régime islamique qui s'installe en Iran en 1979. Elle s'allie à Shapour Bakhtiar. Après l'assassinat de ce dernier, elle cesse ses activités politiques. Elle meurt à Paris en 2006.

## Sources
- Rahavard,  (ISSN 0742-8014), no 75, 2006
- Focus on Farda, Radio Free Europe, vol. 2, no 8, 28 avril 2006 [PDF]